# Flavius Stoican
Flavius Stoican (Vânju Mare, 24 novembre 1976) è un allenatore di calcio ed ex calciatore rumeno, di ruolo difensore, tecnico del CSM Reșița.

## Palmarès

### Giocatore

#### Competizioni nazionali
- Coppa di Romania: 1

Dinamo Bucarest: 2002-2003
- Campionato ucraino: 2

Šachtar: 2004-2005, 2005-2006
- Supercoppa d'Ucraina: 1

Šachtar: 2005